# Мазинг, Карл Карлович
Карл Карлович Мазинг (1849—1926) — русский и советский учёный шведского происхождения, инженер, математик и общественный деятель; инициатор профессионально-технического образования в России.

## Биография
Родился в 1849 году в городе Юрьеве в дворянской семье балтийских шведов.
Окончив в 1870 году физико-математический факультет Московского университета, был оставлен на кафедре астрономии, где работал под руководство профессора Ф. А. Бредихина. В 1872 году принял участие в организации Политехнической выставки в Москве, посвященной 200-летию со дня рождения Петра I, экспонаты которой легли в основу Музея прикладных знаний, впоследствии — Политехнический музей. В 1873 году стал одним из преподавателей математики в открывшемся Московском казенном реальном училище.
В 1877 году Карл Мазинг учредил и возглавил частное учебное заведение для обучения мальчиков математике, физике, химии и навыкам ремесла — реальное училище, имевшее статус и права́, соответствовавшие казённым реальным училищам, работавшими в системе Министерства народного образования России. В 1897 году это учебное заведение было преобразовано в «Коммерческое училище К. К. Мазинга» (Малый Знаменский переулок; ныне в этом здании — известная школа № 57 с математическим уклоном).
Занимался общественной деятельностью, будучи действительным статским советником: гласный Московской городской думы (1913—1921), гласный Московского уездного земского собрания, председатель Московского отделения Императорского русского технического общества, Механико-технического учёного общества и других организаций. Был учредителем Московского общества распространения коммерческого образования (1897), проводившего в семнадцати пунктах Москвы курсы для торговых служащих и Высших коммерческих курсов, впоследствии реорганизованных в Московский коммерческий институт. Также он был основателем в 1892 году общества бывших учеников Московского частного реального училища Мазинга, оказывавшего содействие детям из бедных семей в получении среднего и высшего образования.
В 1914 году Карл Карлович возглавил комиссию для ревизии расходов городского управления, вызванных войной, и комиссию по восстановлению городов и сёл, а также принимал участие в сборе пожертвований для ухода за ранеными. В январе 1917 года Мазинг заболел воспалением лёгких и в марте уехал на лечение в Крым. В годы Гражданской войны он организовал Народный университет в Кисловодске (1918—1919) и в Ростове-на-Дону (1919—1921). Вернувшись в 1922 году в Москву, преподавал на рабфаке Горной академии, заведовал учебной частью, а также создавал новые курсы и готовил учебник по математике для рабочих. Был редактором технического журнала «Вестник инженеров».
Жил в Москве в Малом Знаменском переулке, 7/10 (1913—1926) и в Ваганьковском переулке, 3. Умер 12 июля 1926 года в Москве и похоронен на Введенском кладбище (5 уч.).
Был награждён несколькими орденами, в том числе Святого Владимира 3-й и 4-й степеней.

## Семья
Жена — Елизавета Николаевна, урождённая Зернова.
Имели двух сыновей, один из которых — Евгений Карлович Мазинг, стал видным советским учёным; и трёх дочерей, одна из которых, Антонина, вышла замуж за Алексея Яковлевича Модестова (1874—1942), который был директором реального училища Мазинга, а затем профессором Московского университета.